# Église de la Transfiguration d'Elemir
Pour les articles homonymes, voir Église de la Transfiguration.
L'église de la Transfiguration d'Elemir (en serbe cyrillique : Црква Преображења Господњег у Елемиру ; en serbe latin : Crkva Preobraženja Gospodnjeg u Elemiru) est une église orthodoxe serbe située à Elemir, dans la province autonome de Voïvodine, sur le territoire de la ville de Zrenjanin et dans le district du Banat central en Serbie. Elle est inscrite sur la liste des monuments culturels protégés de la république de Serbie (identifiant no SK 1981),.

## Présentation

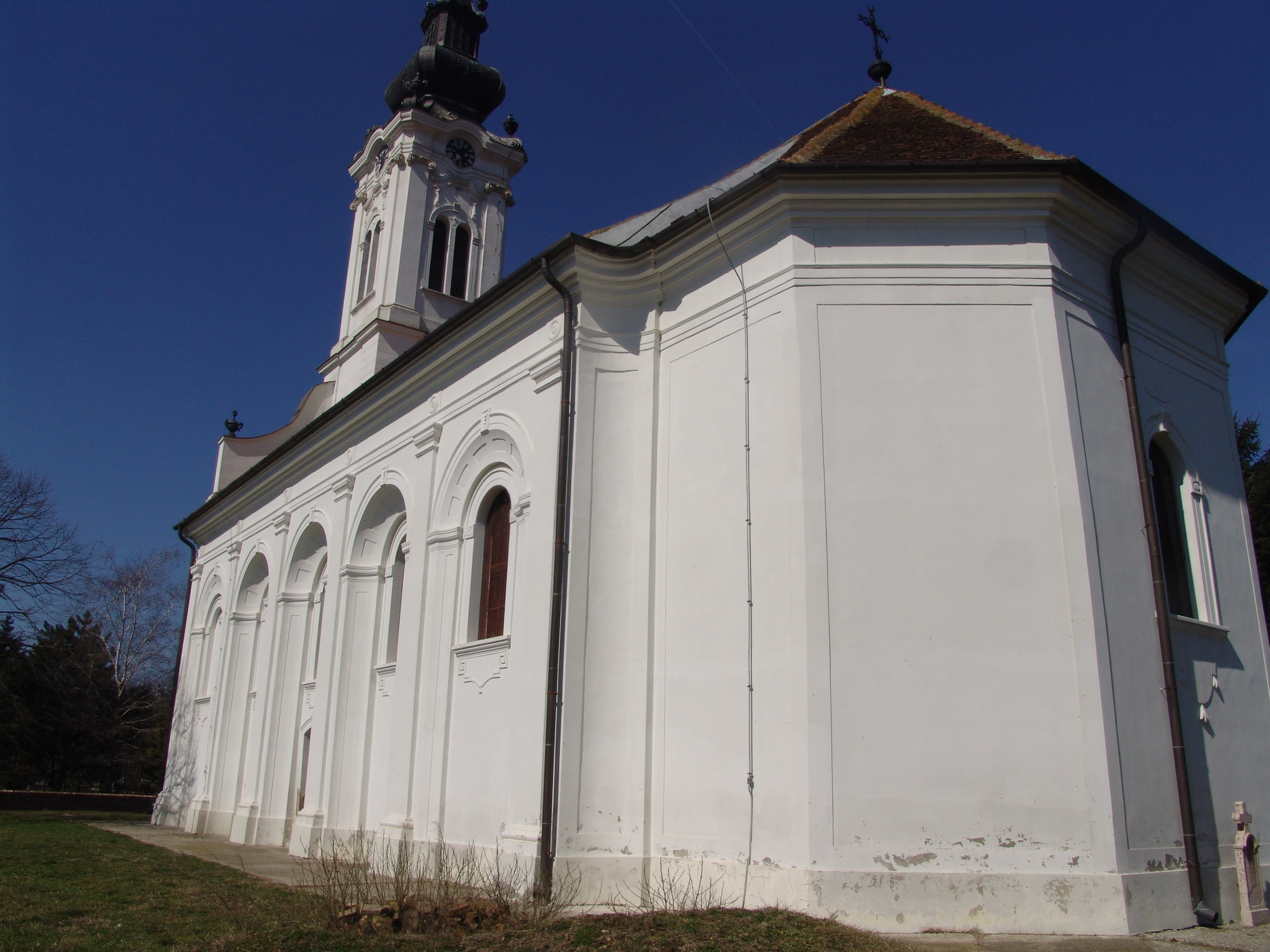
Autre vue de l'église.

D'après les registres paroissiaux, en 1763, existait à Elemir une église plus ancienne dédiée à la Transfiguration du Christ ; comme elle était menacée par les crues de la rivière Tisa qui coulait à l'ouest du village, une nouvelle église, l'église actuelle, a été construite à 500 m de l'ancienne. Les travaux ont duré de 1802 à 1806,.
L'église est caractéristique des édifices religieux classicisants érigés en Voïvodine au début du XIXe siècle. Elle est constituée d'une nef unique avec une abside à cinq pans. La façade occidentale est dominée par un clocher à bulbe ; le porche de cette façade est encadré de pilastres avec des chapiteaux simplifiés supportant une architrave décorée de métopes et de triglyphes, le tout portant un fronton surbaissé de forme triangulaire. La façade est également rythmée par des niches aveugles surmontées d'arcs et encadrées par des pilastres.
L'iconostase de l'église a été sculptée en 1840 par Mihajilo Janjić et peinte par Nikola Aleksić.

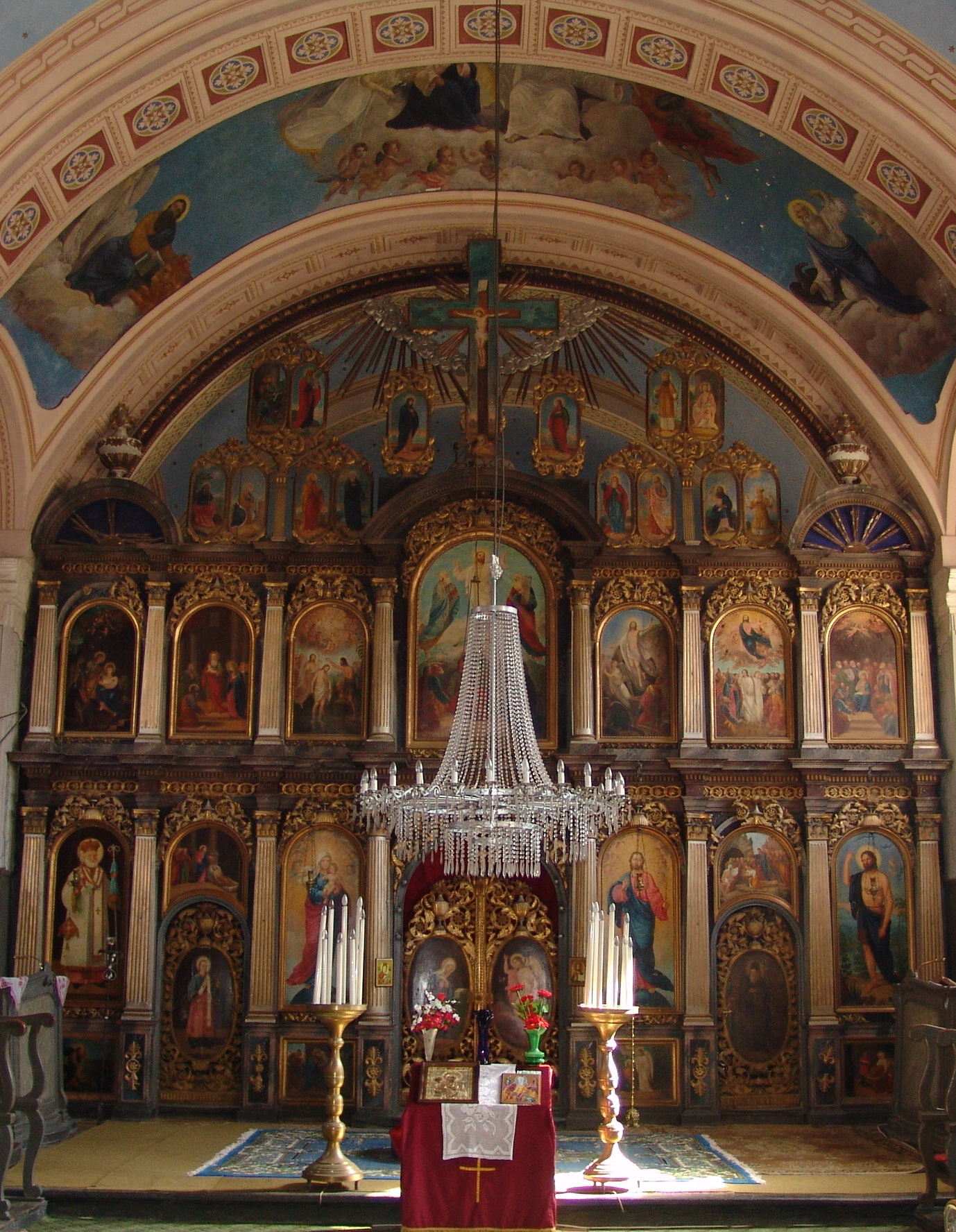
L'iconostase de l'église.